# Бад-Зоден-Зальмюнстер
Бад-Зоден-Зальмюнстер (нім. Bad Soden-Salmünster) — місто в Німеччині, знаходиться в землі Гессен. Підпорядковується адміністративному округу Дармштадт. Входить до складу району Майн-Кінціг.
Площа — 58,62 км2. Населення становить 13 566 ос. (станом на 31 грудня 2020).